# الوثيقة الثانية للحقوق

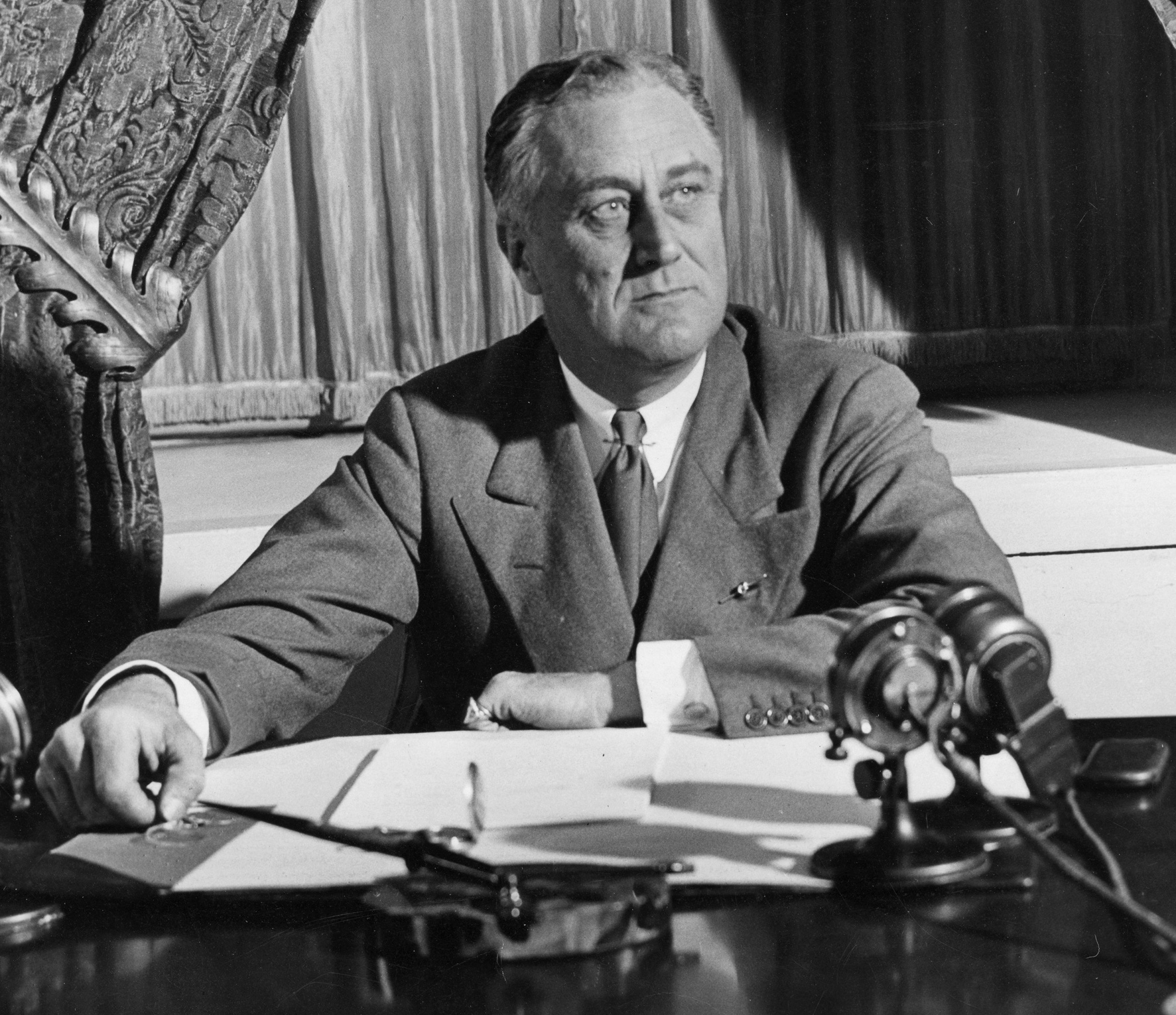
فرانكلين دي روزفلت

الوثيقة الثانية للحقوق اقترحها رئيس الولايات المتحدة فرانكلين دي روزفلت خلال خطابه عن حالة الاتحاد يوم الثلاثاء، 11 يناير عام 1944. وأشار روزفلت في خطابه إلى أن الأمة قد أصبحت تعترف «بوثيقة الحقوق» الثانية ويجب أن تطبقها الآن. جادل روزفلت بأن «الحقوق السياسية» التي يكفلها الدستور ووثيقة الحقوق «أثبتت أنها غير كافية لتضمن لنا المساواة في السعي لتحقيق السعادة». وكان علاجه إعلان «وثيقة حقوق اقتصادية» لضمان هذه الحقوق المحددة:
- التوظيف (الحق في العمل)
- الدخل الكافي للطعام والمأوى والترويح عن النفس
- حقوق المزارعين في دخل عادل
- التحرر من المنافسة والاحتكارات غير المشروعة
- المسكن اللائق
- الرعاية الطبية المناسبة
- الضمان الاجتماعي

- التعليم

أصبحت هذه الحقوق تُعرف باسم الحقوق الاقتصادية؛ على الرغم من عدم تكريسها في الدستور، إلا أن الأمل في الدفاع عن هذه السياسة كان أن «تدخل وتضمن بموجب القانون الفيدرالي». وقد ذكر روزفلت أن امتلاك مثل هذه الحقوق من شأنه أن يضمن الأمن الأمريكي وأن مكانة الولايات المتحدة في العالم تعتمد على مدى تنفيذ الحقوق. وقد وصف الباحث القانوني الأمريكي كاس سنشتاين هذا الأمان بأنه حالة من الرعاية الاجتماعية المادية، فضلًا عن «الأمن الاقتصادي والضمان الاجتماعي والأمن المعنوي».  تابع روزفلت جدول أعمال تشريعي لسن قانونه الثاني للحقوق من خلال إعارة موظفي الفرع التنفيذي للجان الرئيسية في مجلس الشيوخ. وأدى هذا التكتيك، الذي مزج السلطات بشكل فعال، إلى نتائج مختلطة وولد رد فعل عنيفًا من الكونغرس ما أدى إلى تمرير قانون إعادة التنظيم التشريعي لعام 1946. وقدم هذا القانون التمويل للكونغرس لإنشاء ملاكه الخاص للجان.

## الخلفية
في الفترة التي سبقت الحرب العالمية الثانية، عانت الولايات المتحدة من الكساد الكبير في أعقاب انهيار وول ستريت عام 1929. واستند انتخاب روزفلت في نهاية عام 1932 إلى الالتزام بإصلاح الاقتصاد والمجتمع من خلال برنامج «الصفقة الجديدة». وجاء أول مؤشر على الالتزام بالضمانات الحكومية للحقوق الاجتماعية والاقتصادية في خطاب ألقاه أمام نادي الكومنولث في 23 سبتمبر عام 1932، أثناء حملته الانتخابية. وجرت كتابة الخطاب مع أستاذ قانون الشركات بجامعة كولومبيا، أدولف إيه بيرلي. وهذا نص من المقطع الرئيسي:
كما أراها، فإن مهمة الحكومة في علاقتها بالأعمال التجارية هي المساعدة في تطوير إعلان اقتصادي للحقوق، وهو نظام دستوري اقتصادي. هذه هي المهمة المشتركة لرجل الدولة ورجل الأعمال. إنه الحد الأدنى من متطلبات نظام أكثر أمانًا للأشياء.
طوال فترة رئاسة روزفلت، عاد إلى نفس الموضوع باستمرار على مدار الصفقة الجديدة. أيضًا في ميثاق الأطلسي، جرى التعهد بالتزام دولي بينما كان الحلفاء يفكرون في كيفية «كسب السلام» بعد الانتصار في الحرب العالمية الثانية. أدى التزام الولايات المتحدة بعدم التدخل في الحرب العالمية الثانية، والذي انتهى بقانون الإعارة والاستئجار لعام 1941، وهجوم بيرل هاربر لاحقًا، إلى تعبئة حالة الحرب. وكانت الشروط السخية للقانون، جنبًا إلى جنب مع النمو الاقتصادي للولايات المتحدة، أساسية في السماح للولايات المتحدة بإنشاء نظام عالمي جديد بمساعدة قوى الحلفاء في أعقاب الحرب. قدم هذا الدافع لإنشاء نظام عالمي جديد البنية التحتية لتنفيذ معيار دولي لحقوق الإنسان، مثلما هو موضح في الوثيقة الثانية للحقوق والإعلان العالمي لحقوق الإنسان. إن اقتراح أكيرا إيري بأن الولايات المتحدة ترغب في تحويل المحيط الهادئ بعد الحرب إلى صورتها الخاصة يمثل رغبة أوسع في رفع المعايير العالمية إلى المعايير الخاصة بالولايات المتحدة، ما يغذي مُثُل الخصوصية الأمريكية. وجرى الكشف عن تأثير نشر الديمقراطية والإصلاح الاجتماعي في كتاب فرانسيس فوكوياما نهاية التاريخ والإنسان الأخير.